# Климчук Микола Миколайович (генерал)
Мико́ла Микола́йович Климчу́к (11 серпня 1958, Дорогунь Житомирська область) — український правоохоронець. Начальник Управління з охорони громадського порядку Головного управління Національної гвардії України, генерал-майор внутрішньої служби Міністерства внутрішніх справ України.

## Службова кар'єра
- Станом на 2008 рік — начальник Управління з охорони громадського порядку Головного управління Внутрішніх військ, полковник;
- Станом на 2008 рік — генерал-майор;
- Станом на 2014 рік — начальник Управління з охорони громадського порядку Головного управління Національної гвардії України, генерал-майор.

## Участь в АТО
В період проведення АТО на сході України керував об'єднаним угрупуванням з'єднань, військових частин та підрозділів МВС, Збройних сил України, СБУ та Державної прикордонної служби в секторі «М». Згідно з повідомленням пресслужби Національної гвардії:
21 грудня 2014 року генерал-майор Климчук був травмований на території летовища міста Маріуполь, Донецька область.

## Нагороди та відзнаки
- 16 грудня 2004 року — за вагомий особистий внесок у зміцнення законності і правопорядку, зразкове виконання службового обов'язку у захисті конституційних прав і свобод громадян, високий професіоналізм — нагороджений орденом Богдана Хмельницького III ступеня[3].
- В 2008 році відзначений як «Найкращий працівник МВС України»[4].
- 8 вересня 2014 року — за особисту мужність і героїзм, виявлені у захисті державного суверенітету та територіальної цілісності України, вірність військовій присязі під час російсько-української війни — нагороджений орденом Богдана Хмельницького II ступеня[5][6].
- Відзнака Президента України — ювілейна медаль «25 років незалежності України» (2016)[7].

31 грудня 2014 року 43-я сесія Маріупольської міської ради ухвалила рішення дев'яти бійцям полку спеціального призначення «Азов» та генералу Миколі Климчуку надати звання почесних громадян Маріуполя.